# Pomnik Wernera von Fritscha
Pomnik Wernera von Fritscha – kamień pamiątkowy poświęcony poległemu w czasie kampanii wrześniowej generałowi pułkownikowi Wehrmachtu Wernerowi von Fritschowi, który w latach 1939−1944 znajdował się przy dzisiejszej ulicy Łodygowej, w dzielnicy Targówek na Zaciszu w Warszawie.

## Historia

### Śmierć Wernera von Fritscha
W czasie walk o Warszawę 22 września 1939 r. przednie stanowiska niemieckiego 12 Pułku Artylerii operującego w rejonie Ząbek, do którego przydzielony był gen. płk Werner von Fritsch, znajdowały się przy nieczynnej rzeźni na Lewinowie. Na skraju linii zabudowy od strony Pragi znajdowały się polskie stanowiska 80 Pułku Piechoty z 20 Dywizji Piechoty, a punkt obserwacyjny znajdował się przy ulicy Wawerskiej. Polski obserwator zauważył przez lornetkę ruch pod murami rzeźni oraz niemieckiego oficera z czerwonymi wyłogami. Z polskiej strony oddano serię z ciężkiego karabinu maszynowego, w wyniku której trafiono dowódcę w tętnicę nogi. Rana okazała się być śmiertelna.
Istnieją jednak świadectwa, że prawdziwym miejscem śmierci generała jest Cechówka, obecnie część Sulejówka. Według nich został on zabity 15 września 1939, czyli tydzień wcześniej niż podają to oficjalne źródła.

### Odsłonięcie
Jesienią 1939 r., po kapitulacji Warszawy, w pobliżu miejsca śmierci generała Niemcy zbudowali pomnik mu poświęcony, a wokół założyli ogródek otoczony murkiem. W rocznicę śmierci Wehrmacht organizował tu uroczystości z udziałem orkiestr wojskowych.

### Zniszczenie
Kamień pamiątkowy został zniszczony przez czerwonoarmijny czołg we wrześniu 1944 r. w trakcie walki o Pragę.